# Åre (roning)
 For alternative betydninger, se Åre. (Se også artikler, som begynder med Åre)
En åre er en stor skeformet stang, som man bruger på en båd til at skovle sig frem igennem vandet med.
Årer laves traditionelt af træ, men der bruges også årer fremstillet af forskellige lettere materialer.
En åre placeres normalt i en åregaffel eller på bådens lønning. Her kan den f.eks holdes af en ring af tovværk eller der kan være en udskæring til åren, en åretold. Årer består af et håndgreb i den ene ende og et åreblad i den anden.
I moderne rosport organiseret i sportsklubber er årerne malet i klubbens farver.
Man skal ikke forveksle årer med padler og stager.
En paddel er til at holde i hænderne, hvorimod en åre hviler imod båden.
En stage bruges til at støde fra med på fjord-, å- eller søbunden.
En åre gearer mekanisk på to måder:
- vægtstangeffekt
- Det at bladene for enderne har større areal i vandet end selve stangen (omvendt kileeffekt)

## Åretyper
- En almindelig åre se ovenfor

- Bigblade – årebladet er bredere nedad, større areal end macon.
- Macon – årebladet er symmetrisk.

- En bunkeåre er en stor åre til at ro fra den modsatte skibsside,
- En styreåre er en åre, der bruges som ror,
- En vrikkeåre bruges bag på båden, særligt i Kina og Japan.

## Padler
- En padleåre er en kort åre, der bruges uden åregaffel,
- En pagaj er en åre med åreblad i begge ender,

## Ekstern henvisning
- OarSpotter.com